# Joni Savaste
Joni Savaste (* 22. Februar 2004) ist ein finnischer Cross-Country-Mountainbiker.

## Sportlicher Werdegang
Savaste war 2022 finnischer Junioren-Meister im Cross-Country XCO. 2024 trat er erstmals bei den Mountainbike-Europameisterschaften an und wurde 39. im U23-Rennen. Ende Juni belegte er den zweiten Platz bei den finnischen Meisterschaften im Mountainbike-Marathon. Kurz danach nominierte ihn der finnische Verband, auch für Savaste selbst überraschend, für das olympische Mountainbike-Rennen 2024; dieses musste er nach einem Sturz mit Schlüsselbeinfraktur aufgeben.

## Erfolge
2022
 Finnischer Meister (Junioren) – Cross-Country XCO